# Elikia M'Bokolo
Elikia M'Bokolo (Quinxassa, 23 de dezembro de 1944) é um historiador da República Democrática do Congo, especialista em história social, política e intelectual da África. Personalidade de destaque em seu país, completou parte de sua formação acadêmica na França, com agrégation na Escola Normal Superior de Paris, em 1971.

## Biografia
Filho de um médico de Quinxassa, no Congo Belga, Elikia M'Bokolo decidiu tornar-se historiador depois de ter assistido a um discurso do primeiro-ministro congolês Patrice Lumumba, durante o qual este mencionou a "História dos africanos pelos africanos". O assassinato de Patrice Lumumba, em janeiro de 1961, levou a família de Elikia M'Bokolo a fugir do país, tendo a França como destino. Elikia M'Bokolo ingressou na Escola Normal Superior de Paris e se formou em história. Ele era, na época, próximo dos maoístas.
Desde 1994, é produtor do programa Mémoire d'un continente, revista dedicada à história do continente negro, publicada pela Radio France internationale  . Contribuiu, com este mesmo meio, para a edição de uma caixa de 7 CDs de arquivos radiofônicos intitulada África: uma história sonora 1960-2000 (2001), e uma caixa de 3 CDs intitulada Literary Africa: 50 anos de escrita (2008), em colaboração com Philippe Sainteny.
Elikia M'Bokolo participou da Conferência Mundial contra o Racismo, Discriminação Racial, Xenofobia e Intolerância organizada pela UNESCO em Durban (África do Sul) em setembro de 2001. 

## Prêmios
- 2008 : Doutor honoris causa da Universidade de Quinxassa
- 2012 : Cavaleiro da Legião de Honra [7]